# Ficus elastica
Ficus elastica Roxb. ex Hornem. è una pianta arborea della famiglia delle Moracee, originaria dell'Asia tropicale; è noto come fico del caucciù per il lattice bianco usato per la produzione del caucciù.

## Descrizione
È un albero alto più di 30 m, ha grandi foglie ovali verde scuro lucente a volte screziate di giallo con la punta pronunciata, i germogli delle foglie sono ricoperti da una brattea protettiva rosa o rossastra. In vaso fiorisce difficilmente e raggiunge l'altezza di 2,5 m con forma eretta e decisa.

## Biologia
L'insetto impollinatore di questa specie è l'imenottero agaonide Platyscapa clavigera

## Distribuzione e habitat
L'areale di questa specie si estende dal Nepal alla Cina (Yunnan), alla penisola indocinese e all'arcipelago indo-malese

## Tassonomia
Le varietà più conosciute sono: Ficus elastica var. decora e Ficus elastica var. variegata.

## Coltivazione
Richiede clima caldo umido e posizione luminosa ma, in giovane età’, non luce solare diretta. Necessita di annaffiature regolari più abbondanti in estate diradate d'inverno, teme gli ambienti secchi e si giova di spruzzature frequenti sulle foglie, concimazioni 2 volte al mese nella bella stagione con fertilizzanti liquidi organici e minerali alternati per avere foglie ben colorate, si rinvasano quando le radici hanno riempito completamente il vaso, in primavera utilizzando terriccio universale ben drenato, negli esemplari di maggiori dimensioni rinterrare.

La moltiplicazione avviene generalmente per margotta all'inizio dell'estate; utilizzata anche per rinnovare le piante che l'estate tendono a diradarsi nella zona inferiore. Si riproduce facilmente anche per talea apicale o di punta di ramo.

## Avversità
- Gli ambienti secchi, il freddo, il ristagno di umidità, le irrigazioni eccessive o la luce solare intensa diretta tendono a far ingiallire, rinsecchire e cadere le foglie inferiori.
- La cocciniglia (Eulecanium corni) attacca le chiome fitte in grandissimo numero, colpendo rami, giovani getti e a volte le foglie, con deperimento e in condizioni sfavorevoli la morte della pianta.
- La cocciniglia cotonosa (Pseudococcus citri), invade i rami producendo abbondante melata, la femmina depone il caratteristico e ben visibile ovosacco cotonoso.
- La cocciniglia di S. Josè (Quadraspidiotus perniciosus), infesta tutte le parti della pianta, prediligendo rami e tronchi che ricopre con una crosta fittissima di scudetti brunastri, le punture provocano macchioline rossastre con deperimento progressivo della pianta.
- L'antracnosi, causata da funghi della specie Gloeosporium elasticae, determina macchie giallo-brunastre depresse ben delimitate da un alone scuro, sulle macchioline si possono notare le pustole formate da conidi rossastri.